# فرودگاه بلوگا
فرودگاه بلوگا (به انگلیسی: Beluga Airport) یک فرودگاه خصوصی بهره‌برداری هوایی با کد یاتا BVU است که یک باند فرود شن دارد و طول باند آن ۱۵۲۴ متر است. این فرودگاه در کشور ایالات متحده آمریکا قرار دارد و در ارتفاع ۴۰ متری از سطح دریا واقع شده‌است.